# Margaretta Forten
Margaretta Forten (1806-1875) fue una sufragista y abolicionista afroamericana.

## Trayectoria
Sus padres, Charlotte Vandine Forten y James Forten, eran abolicionistas. Su padre fundó la Sociedad Estadounidense de Reforma Moral.
Debido a la exclusión de mujeres de la Sociedad Americana contra la Esclavitud, en 1833 Forten, con su madre Charlotte y sus hermanas Sarah y Harriet, cofundó la Sociedad Femenina contra la Esclavitud de Filadelfia junto a otras diez mujeres. El objetivo de esta nueva sociedad era incluir a las mujeres en el activismo que se realizaba por la abolición de la esclavitud y "elevar a las personas de color de su actual situación degradada al pleno disfrute de sus derechos y a una mayor utilidad en la sociedad". (Brown, 145) Forten a menudo actuó como secretaria o tesorera de la Sociedad, además de ayudar a elaborar los estatutos y trabajar en su comité educativo. Ideó la última resolución de la Sociedad, que elogió las enmiendas posteriores a la guerra civil como un éxito para la causa antiesclavista La Sociedad fue la primera de su tipo en los Estados Unidos en ser interracial. Aunque era predominantemente blanca, la historiadora Janice Sumler-Lewis afirma que los esfuerzos de las mujeres Forten en sus oficinas fueron clave para dar una perspectiva abolicionista negra más militante.
Forten realizó giras pronunciando discursos a favor del sufragio de las mujeres. También trabajó como maestra, enseñando en una escuela dirigida por Sarah Mapps Douglass en la década de 1840 y abrió su propia escuela en 1850.